# Ixion dinesenae
Ixion dinesenae is een zachte koraalsoort uit de familie Xeniidae. De koraalsoort komt uit het geslacht Ixion. Ixion dinesenae werd in 2001 voor het eerst wetenschappelijk beschreven door Alderslade. 